# Lelio Stragiotti
Lelio Stragiotti (Mercenasco, 29 luglio 1916 – Torino, 15 novembre 1999) è stato un ingegnere italiano.

## Biografia
Svolse l'intera attività di ricerca presso il Politecnico di Torino, nel quale nel 1942 era già direttore dell'Istituto di Arte Mineraria, che resse fino al 1982. Professore ordinario di geomeccanica, fu eletto rettore nel 1981 e tenne l'incarico fino al 1987.
Nel 1972 divenne socio corrispondente dell'Accademia delle Scienze di Torino e nel 1992 socio nazionale residente.